# Quique Ojeda
Quique Ojeda (Abraham Santos José Ojeda; * 1. November 1940 in San Miguel de Tucumán) ist ein argentinischer Tangosänger.

## Leben
Ab 1964 bildete Ojeda ein Duo mit Eduardo Borda. 1976 entstanden seine ersten Aufnahmen mit dem Sextett Armando Cupos. Später nahm er als Hommage an Juan Sánchez Gorio eine LP mit dem Orchester Alberto Nerys auf. Im Jahr 1986 wurden er und Borda von José Basso für die Aufnahme einer weiteren LP engagiert. Im Fernsehen hatte er Auftritte in Grandes Valores del Tango und anderen Sendungen.
Mit Basso unternahm er eine Tournee durch Zentralamerika. Als Mitglied der TangoX2 unter Leitung von Miguel Ángel Zotto und Milena Plebs tourte er mit seinem Partner Eduardo Borda durch Australien und mehrere Länder Europas und trat im Teatro Alvear auf. Mit Pocho Corsaro komponierte er den Tango Equivocado pero por qué nach einem Text von Aníbal Marconi.